# Вълкан
Вълкан е село в Североизточна България. То се намира в община Главиница, област Силистра.

## География
Село Вълкан се намира на 61,4 км от Силистра, на 11,3 км от Главиница, на 31,9 км от Дулово.
Селото се намира на 384 км от столицата София, на 151 км от град Букурещ.
Селото се намира на територията на историко-географската област Южна Добруджа.
Климатът е умереноконтинентален с много студена зима и горещо лято. Районът е широко отворен на север и на североизток. През зимните месеци духат силни, студени североизточни ветрове, които предизвикват снегонавявания. През лятото често явление е появата на силни сухи ветрове, които пораждат ерозия на почвата. Почвите са плодородни – черноземи. Отглежда се главно пшеница, царевица и слънчоглед. Надморската височина варира от 185 до 213 м.

## История
През Османския период, след Освобождението и през периода на румънско господство над Добруджа от 1919 до 1940 година селото се нарича Куртпалар (на турски език вълчи стълб). Думата палар означава дирек за покрив.
От 1913 до 1940 година, селото попада в границите на Румъния, която тогава окупира Южна Добруджа. По силата на Крайовската спогодба селото е върнато на България през 1940 г. и е преименувано на Вълкан със заповед МЗ № 2191/обн. 27 юни 1942 г.
Народно основно училище „Иван Вазов“ работи в селото от 1944 до 1975 г., а Народно читалище „Светлина“ – с. Вълкан е създадено през 1951 г. През периода 1944 – 1956 г. селото е част от селска община с управление и съвет в село Паисиево. Впоследствие селският общински съвет се установява в Зебил, а от 1970 г. управлението се мести в село Звенимир. От 1979 г. селото е включено в селищна система с център Главиница. От 1987 г. Вълкан е самостоятелно кметство към Община Главиница.

## Религии и етнически състав
Преброяване на населението през 2011 г.
Численост и дял на етническите групи според преброяването на населението през 2011 г.
| Общо    | Численост | Дял в % |
| Общо    | 351       | 100     |
| ------- | --------- | ------- |
| Българи | 0         | 0%      |
| Турци   | 351       | 100%    |
| Роми    | 0         | 0%      |

### Кухня
Основни ястия, характерни за местното население, дошло от Източните Родопи, са чевермето, капамата и баклавата.